# Куреч
Куре́ч (рос. Куреч, башк. Көрәш) — присілок у складі Благовіщенського району Башкортостану, Росія. Входить до складу Ніколаєвської сільської ради.
Населення — 49 осіб (2010; 54 в 2002).
Національний склад:
- башкири — 94 %